# یواس‌اس کیس (دی‌دی-۳۷۰)
یواس‌اس کیس (دی‌دی-۳۷۰) (به انگلیسی: USS Case (DD-370)) یک کشتی بود که طول آن ۱۰۴ متر (۳۴۱ فوت) بود. این کشتی در سال ۱۹۳۵ ساخته شد.